# Osorkon II
Pour les articles homonymes, voir Osorkon.
Osorkon II est un roi de la XXIIe dynastie, vers 865 à 830 avant l'ère commune, dont la capitale est à Boubastis et Tanis, dans le nord-est du delta du Nil. Il règne environ trente-cinq ans sur l'Égypte.
La période allant de la fin du règne de son grand-père Osorkon Ier à son avènement est mal connue et trois rois a minima ont régné pendant cette période : le père d'Osorkon II, Takélot Ier, et les obscurs rois Sheshonq II et Sheshonq IIb. Ainsi, son prédécesseur est inconnu : il s'agit peut-être de son père ou bien l'un des deux obscurs Sheshonq. De plus, à son avènement, un roi nommé Horsaïset Ier régnait probablement à Thèbes.
La fin de son règne est aussi mouvementée, car son propre petit-fils, Takélot II, se proclame roi à Thèbes avant même la fin de son règne tandis que Sheshonq III, dont le lien de parenté avec Osorkon II est inconnu, monte sur le trône à la mort d'Osorkon et ne règne que sur la Basse-Égypte. Ces évènements mèneront à une longue guerre civile qui affaiblira la dynastie.

## Généalogie
Osorkon II est le fils de Takélot Ier et de la reine Kapes.
Osorkon II a plusieurs épouses :
- Karoma II (ou Karomama), qui semble être la reine principale[6], avec qui il a :
  - Sheshonq, grand prêtre de Ptah à Memphis[6],
  - Hornakht, décédé vers douze ans et dont le titre de grand prêtre d'Amon de Tanis était probablement honorifique ou peut-être prospectif[6],
  - une fille nommée Karomama comme sa mère et qui est probablement identique à la divine adoratrice d'Amon Karomama Mérytmout[6],
  - une fille Tashaâkhéper,
  - une fille Taiirmer,
- Djedmoutiouesânkh[6], avec qui il a :
  - Nimlot II, général d'Héracléopolis puis grand prêtre d'Amon à Thèbes[6],
- Isetemkhébyt[6], avec qui il a :
  - Tjesbastperet, qui épouse son neveu Takélot, le fils de son frère Sheshonq et son successeur en tant que grand prêtre de Ptah à Memphis[6].

Osorkon II est également peut-être le père d'autres enfants :
- Tanytsepeh, fille de roi et épouse de Djedptahiouefânkh, fils de Nimlot II, la chronologie semble confirmer un tel lien,
- le roi Sheshonq III, successeur d'Osorkon II en Basse-Égypte, il pourrait être son fils ou plus probablement son petit-fils mais un tel lien n'est pas assuré[7], l'une de ses épouses est en tout cas une arrière-petite-fille du roi, fille de Takélot,
- le roi Ioupout Ier, il fait probablement partie de la famille royale mais son lien avec Osorkon II est complètement inconnu, il règne à Thèbes en même temps que Pétoubastis Ier[8].

## Règne

### Début
Les circonstances de son avènement ne sont pas connues car la période allant de la fin du règne de son grand-père Osorkon Ier à son propre avènement est obscure. Trois rois a minima ont régné dans un ordre incertain : son père Takélot Ier et les obscurs rois Sheshonq II et Sheshonq IIb. L'un de ces obscurs rois Sheshonq pouvait être un frère aîné d'Osorkon II tandis que l'autre pourrait être un frère de Takélot Ier, ces deux rois seraient peut-être morts sans fils comme successeur.
De plus, lors de son accession au trône, il semble qu'un roi était déjà maître de la Haute-Égypte : Horsaïset Ier, peut-être fils de Sheshonq, et donc potentiel cousin d'Osorkon II. Toujours est-il qu'il n'est pas attesté à Thèbes avant l'an XII de son règne, peut-être après la mort d'Horsaïset Ier. Toutefois, il est possible, bien que jugé moins probable, qu'Horsaïset Ier ait été roi plus tardivement dans le règne d'Osorkon II et que son petit-fils Takélot II se soit proclamé roi peu après la mort d'Horsaïset Ier.

### Politique intérieure
Imitant la politique de ses glorieux ancêtres, à commencer par celle du fondateur de la dynastie, Sheshonq Ier, il place ses fils aux postes clés du pays. À Memphis, il installe son fils Sheshonq, dont la lignée fera souche à la tête du pontificat memphite. Il nomme également son fils Nimlot général d'Héracléopolis et grand prêtre d'Hérishef, puis (peut-être après la mort d'Horsaïset Ier) grand prêtre d'Amon à Thèbes, ce dernier laissant sa charge à Héracléopolis à son propre fils Takélot II. Une fois Nimlot décédé, Takélot prendra sa charge à Thèbes et c'est Djedptahiouefânkh, second fils de Nimlot, qui prendra sa charge à Héracléopolis. Ces deux princes, petits-fils d'Osorkon II, feront souche respectivement à Thèbes et à Héracléopolis.

### Activité constructrice

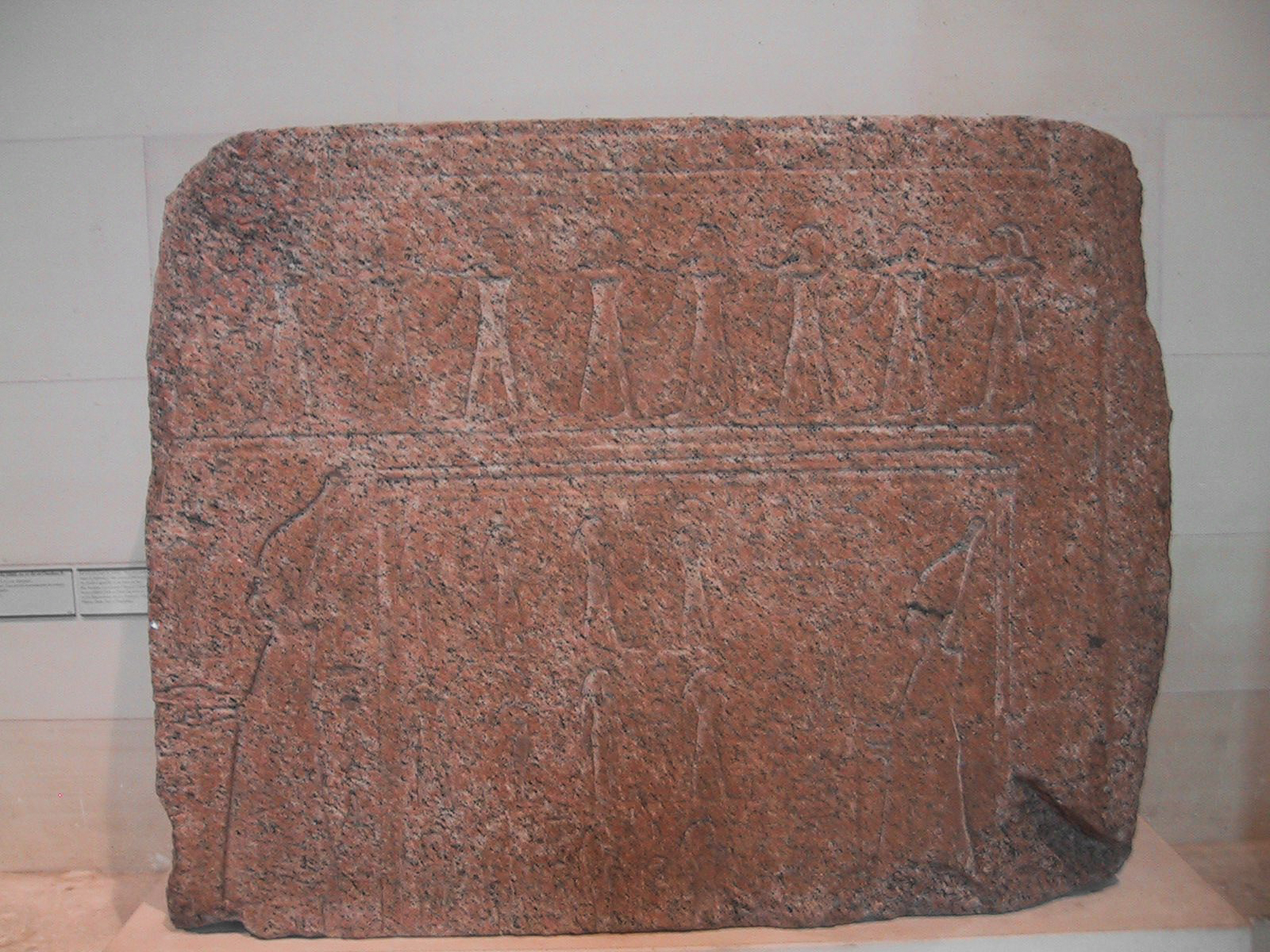
Scène de la fête-Sed d'Osorkon II, représentée sur les murs du grand temple de Bastet, à Boubastis.

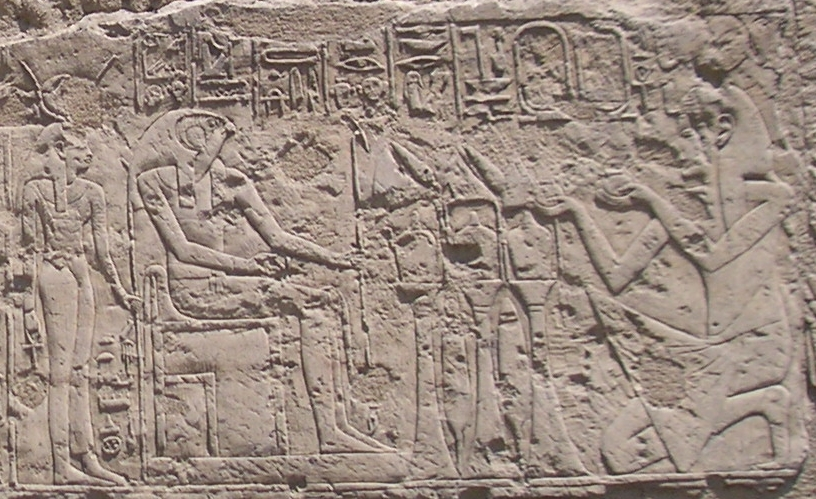
Osorkon II faisant une offrande au dieu Sokaris, suivi de la déesse Hathor - Relief provenant de Memphis - Musée du Caire.

Le roi est également un grand bâtisseur. Il embellit le temple de Bastet, dans sa ville de Boubastis où il fait bâtir, à l'entrée du grand temple de Bastet, un édifice jubilaire en prévision de la fête-Sed. Ce portail monumental tout en granit est orné d'une colonnade à chapiteaux hathoriques colossaux, dont certains exemplaires sont visibles dans les grandes collections égyptologiques. L'étude des reliefs a révélé une haute maîtrise du bas-relief sur granit, et le programme iconographique des scènes rituelles représentées remonte au moins à la XVIIIe dynastie.
À Tanis, un second pylône est ajouté devant le temple d'Amon, un bâtiment à colonnes palmiformes est connu à l'est du temple, mais il ne s'agit peut-être pas de son emplacement d'origine, enfin Osorkon II fait déplacer à Tanis énormément de statues et de blocs provenant de Pi-Ramsès que Ramsès II avait lui-même récupéré de constructions de antérieures datant du Moyen Empire. Il intervient également dans la nécropole royale en réaménageant un tombeau préexistant à son profit en y inhumant son fils Hornakht, mort à l'âge de huit ans, et en y réinhumant son père Takélot Ier. De plus, le réaménagement de la nécropole qui voit le déplacement des momies de Siamon, Psousennès II et Sheshonq IIa dans la tombe de Psousennès Ier. 
À Léontopolis, un colosse du Moyen Empire regravé et des blocs inscrits laissent supposer une intervention dans le temple principal de la ville. De plus, la tombe de la reine Kama, de style très proche des tombeaux de la nécropole royale de Tanis, pourrait laisser penser qu'il s'agit de la dernière demeure de l'épouse principale d'Osorkon II, la reine Karomama II. Il intervient aussi à Memphis, où il fait enterrer son fils Sheshonq.
Le roi est aussi connu en Haute-Égypte, mais plus faiblement : des vases votifs au nom du roi ont été trouvés à Abydos, tandis qu'à Thèbes, les attestations se résument à un décret en faveur du temple d'Amon inscrit sur un mur dans la cour du VIe pylône et trois chapelles à Karnak-Nord, dont l'une était dédiée à Osiris Oup-ished et à Horus-fils-d'Isis, et une deuxième à Osiris Khnem-Maât, dans laquelle Osorkon II est associée à la divine adoratrice (et probablement sa fille) Karomama Mérytmout. Il fait aussi restaurer le temple de Khnoum d’Éléphantine, où une stèle de donations évoque l'action d'un fils royal de Koush au nom perdu.

### Politique extérieure
Un fragment de statue assise d'Osorkon II retrouvée à Byblos témoigne probablement de la continuité des cadeaux diplomatiques aux rois de Byblos faits par les prédécesseurs d'Osorkon II. De plus, une jarre au nom d'Osorkon II et trouvée dans le palais des Omrides à Samarie prouve les échanges commerciaux entre l'Égypte et le Levant, Levant qui s'est de plus en plus développé depuis l'époque du règne d'Osorkon Ier. Enfin, alors que la menace assyrienne des rois Assurnasirpal II et son fils Salmanazar III commence à se faire sentir au Levant et à la suite de la conquête du nord de la Syrie par ces mêmes Assyriens, une coalition composée des royaumes de Hamath, de Damas et d'Israël se met en place et est rejoint par l'Égypte pour laquelle elle envoie seulement mille soldats, Osorkon ne prenant peut-être pas la mesure de la menace assyrienne. La bataille a lieu à Qarqar, sur l'Oronte, et se solde par une défaite assyrienne. L'Égypte reste par la suite spectatrice de ce qu'il se passe au Levant pour plusieurs décennies.

### Fin de règne
La date certaine la plus élevée du règne d'Osorkon II est l'an XXIII, mais non seulement une inscription nilométrique à Karnak datée d'un an XXIX lui appartient très probablement, mais aussi un bloc portant une inscription de sa fête-Sed autrefois daté d'un an XXII daterait en fait d'un an XXX, ce qui correspondrait d'ailleurs bien mieux à la teneur de l'inscription qu'il porte. Dans certaines familles de l'élite, trois générations se sont succédé à certains postes, ce qui pousse à rallonger son règne. Enfin, il semble qu'aucun de ses fils ne soit vivant à la fin de son règne : en effet, les postes clés du pays sont tous occupés par ses petits-fils (Takélot à Memphis, Djedptahiouefânkh à Héracléopolis et Takélot II à Thèbes) tandis que ses successeurs sont également de la génération de ses petits-fils (à nouveau Takélot II à Thèbes et Sheshonq III en Basse-Égypte, qui épouse une fille de Takélot). Certains donnent à son règne une durée de quatre à cinq décennies, bien que Frédéric Payraudeau lui compte seulement trente-six ans de règne.
À Memphis, Sheshonq meurt, et Osorkon le fait enterrer à l'ouest du temple de Ptah, dans une tombe surmontée d'une chapelle le représentant officiant devant les dieux. C'est alors Takélot, petit-fils d'Osorkon, qui succède à son père à la fonction de pontife du clergé memphite. Ce dernier avait pour épouse la propre fille d'Osorkon, Tjesbastperet, qui elle aussi décède avant la fin du règne de son père. Avec son épouse Isetemkhébyt, Osorkon offre alors quatre vases canopes pour le viatique funéraire de leur fille, qui a probablement été enterrée dans la région de Memphis.
Dès la génération suivante, ses héritiers vont se disputer le pouvoir entre lignées différentes, et plusieurs rois vont régner en même temps. Takélot II, alors grand prêtre d'Amon, se proclame roi avant même la fin du règne d'Osorkon II, vers 834 avant l'ère commune. Sheshonq III, membre de la famille royale et probable petit-fils d'Osorkon II, lui succède à Tanis-Boubastis, à ce qui correspond à l'an V de Takélot II. Ceci mènera à une guerre civile, particulièrement en Haute-Égypte où un autre camp, incarné par le roi Pétoubastis Ier, contestera le trône à Takélot II puis à son fils le futur Osorkon III.

## Iconographie

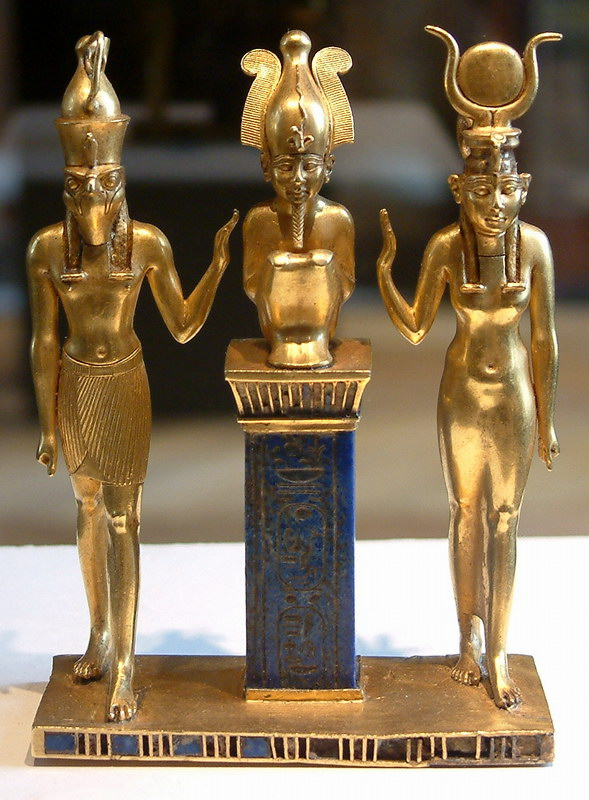

Osorkon nous est rendu célèbre en particulier par la splendide statuette d'or et de lapis-lazuli, dite « triade d'Osorkon II », qui se trouve au Musée du Louvre.
Elle représente au centre le dieu Osiris, accroupi sur un socle-pilier ; à sa gauche, debout et effectuant de la main un geste de protection, Isis ; de l'autre côté, et avec le geste symétrique, leur fils Horus. Une inscription comporte la titulature du roi, et des propos d'Osiris lui accordant ses bienfaits.

## Sépulture

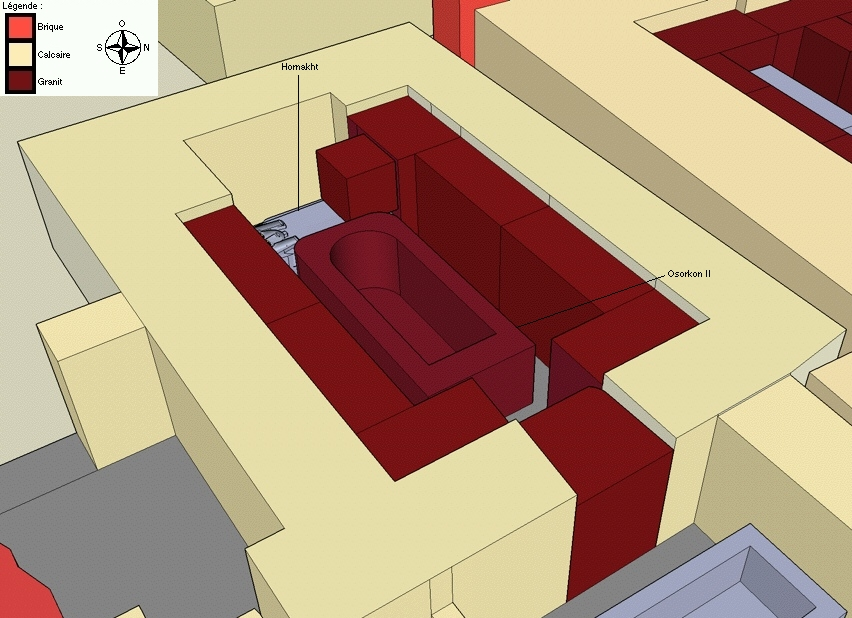
Vue restituée de la tombe d'Osorkon II, et de son fils Hornakht - Nécropole royale de Tanis

Osorkon est enterré à Tanis, dans la nécropole royale, où son tombeau, numéroté NRT I, a été retrouvé pillé, par la mission Montet, le 27 février 1939.
Il comprenait deux caveaux, dont la décoration et les textes indiquent clairement qu'ils ont été commandés par le roi. L'un d'eux est utilisé par son père Takélot Ier ; le second, pour lui-même, est bâti en granit. À la mort de son jeune fils Hornakht, Osorkon fait agrandir son propre caveau, afin d'ensevelir le prince grand prêtre de Tanis, dont le sarcophage a été retrouvé partiellement pillé.